# فالي دي توبالاينا
بلدية فالي دي توبالاينا (بالإسبانية: Valle de Tobalina)‏, هي إحدى بلديات مقاطعة برغش, التي تقع في منطقة قشتالة وليون, والتي تقع في شمال غرب إسبانيا.
يبلغ عدد سكانها 1.077 نسمة وفقاً لإحصائية سنة (2002).